# Sede titolare di Efeso
Efeso (in latino Ephesina) è una sede arcivescovile titolare della Chiesa cattolica.

## Storia
Efeso è fin dal II secolo sede di una diocesi del patriarcato di Costantinopoli, elevata al rango di sede metropolitana nel IV secolo. La sede fu soppressa dopo la prima guerra mondiale. A seguito del trattato di Losanna, per porre fine alla guerra greco-turca, nel 1923 fu attuato uno scambio di popolazioni tra Grecia e Turchia che portò alla totale estinzione della presenza cristiana ortodossa nel territorio dell'arcidiocesi efesina. L'ultimo metropolita residente fu Temistocle Chatzistavrou, trasferito alla sede di Rodi nel febbraio 1924 e poi, con il nome di Crisostomo II, eletto arcivescovo di Atene e primate della Chiesa ortodossa di Grecia dal 1962 al 1967.
La Chiesa cattolica iniziò ad assegnare il titolo arcivescovile di Efeso fin dagli inizi del XIV secolo. Il primo prelato noto è il francescano Corrado, vir doctus et in linguis orientalibus versatus, nominato il 5 luglio 1318. In base alle cronotassi riportate nella Hierarchia catholica di Konrad Eubel e alle nomine degli Acta Apostolicae Sedis, sono oltre trenta i prelati cattolici che ebbero il titolo di "arcivescovi di Efeso". L'ultimo di questi è stato Giovanni Enrico Boccella, già ministro generale del Terzo ordine regolare di San Francesco, arcivescovo emerito di Smirne (1968-1978).

## Cronotassi degli arcivescovi titolari
- Corrado, O.F.M. † (5 luglio 1318 - ? deceduto)
- Raimondo Stefano, O.P. † (9 luglio 1322 - ?)
- Guglielmo, O.E.S.A. † (16 giugno 1349 - ?)
- Giovanni di Perugia, O.F.M. † (17 novembre 1402 - ?)
- Federico Mons, O.F.M. † (2 gennaio 1411 - ?)
- Luca Borsciani Cybo, O.S.M. † (settembre 1522 - 1523 deceduto)
- Pierre de Villars † (1º luglio 1613 - 18 gennaio 1626 succeduto arcivescovo di Vienne)
- Vitalis de L'Estang † (9 febbraio 1615 - 11 agosto 1621 succeduto vescovo di Carcassonne)
- Basilio Cacace, C.R. † (12 febbraio 1624 - 27 aprile 1646 deceduto)
- Giacomo della Torre † (9 novembre 1646 - 16 settembre 1661 deceduto)
- Vitaliano Visconti † (11 agosto 1664 - 7 marzo 1667 nominato cardinale)
- Opizio Pallavicini † (27 febbraio 1668 - 2 settembre 1686 nominato cardinale presbitero dei Santi Silvestro e Martino ai Monti)
- Francesco Liberati † (24 febbraio 1688 - 18 aprile 1703 deceduto)
- Antonio Francesco Sanvitale † (16 luglio 1703 - 6 maggio 1709 nominato arcivescovo di Urbino)
- Giacomo Caracciolo † (7 aprile 1710 - 17 gennaio 1718 deceduto)
- Domenico Silvio Passionei † (16 luglio 1721 - 23 giugno 1738 nominato cardinale presbitero di San Bernardo alle Terme Diocleziane)
- Antonio Maria Pescatori, O.F.M.Cap. † (22 giugno 1739 - 6 marzo 1741 nominato arcivescovo, titolo personale, di Gallipoli)
- Antonio Eugenio Visconti † (28 gennaio 1760 - 19 aprile 1773 nominato cardinale presbitero di Santa Croce in Gerusalemme)
- Nicola Buschi † (11 aprile 1785 - 11 agosto 1800 nominato vescovo di Ferentino)
- Benedetto Sinibaldi † (11 agosto 1800 - aprile 1816 deceduto)
- Paolo Leardi † (23 settembre 1816 - 31 dicembre 1823 deceduto)
- Giovanni Soglia Ceroni † (2 ottobre 1826 - 6 aprile 1835 nominato patriarca titolare di Costantinopoli dei Latini)
- Lodovico Altieri † (11 luglio 1836 - 21 aprile 1845 nominato cardinale presbitero di Santa Maria in Portico Campitelli)
- Alessandro Asinari di San Marzano † (19 gennaio 1846 - 2 luglio 1876 deceduto)
- Francesco Folicaldi † (12 marzo 1877 - 30 ottobre 1883 deceduto)
- Tobias Kirby † (15 gennaio 1886 - 20 gennaio 1895 deceduto)
- Sebastiano Martinelli, O.S.A. † (18 agosto 1896 - 15 aprile 1901 elevato al cardinalato)
- Donato Raffaele Sbarretti Tazza † (16 dicembre 1901 - 7 dicembre 1916 nominato cardinale presbitero di San Silvestro in Capite)
- Lorenzo Lauri † (5 gennaio 1917 - 20 dicembre 1926 nominato cardinale presbitero di San Pancrazio fuori le mura)
- Valerio Valeri † (18 ottobre 1927 - 12 gennaio 1953 nominato cardinale presbitero di San Silvestro in Capite)
- Sebastiano Baggio † (30 giugno 1953 - 30 aprile 1969 nominato cardinale presbitero dei Santi Angeli Custodi a Città Giardino)
- Giovanni Enrico Boccella, T.O.R. † (7 dicembre 1978 - 22 maggio 1992 deceduto)